# 1972年ミュンヘンオリンピックのルーマニア選手団
1972年ミュンヘンオリンピックのルーマニア選手団（1972ねんミュンヘンオリンピックのルーマニアせんしゅだん）は、1972年8月26日から9月11日にかけて西ドイツのミュンヘンで開催された1972年ミュンヘンオリンピックのルーマニア選手団、およびその競技結果。

## 概要
今大会は金メダル3個、銀メダル6個、銅メダル7個の合計16個のメダルを獲得した。

## メダル
| メダル | 選手名                     | 競技 | 種目             |
| ------ | -------------------------- | ---- | ---------------- |
| 銀     | バレリア・ブファヌ         | 陸上 | 女子100mハードル |
| 銀     | アルゲンティーナ・メニシュ | 陸上 | 女子円盤投       |